# Горка (пилотаж)
Горка — фигура пилотажа, при выполнении которой летательный аппарат набирает высоту с постоянным углом наклона траектории. 
Выполнение горки, как правило, приводит к потере скорости. Горка может быть подразделена на следующие этапы:
- ввод в горку;
- прямолинейный участок;
- вывод из горки[1].

Ввод в горку может выполняться кабрированием, переходом из виража, выходом из пикирования. Набор высоты при выполнении горки ограничивается минимально допустимой скоростью полёта. Вывод из горки может выполняться уменьшением угла тангажа, переходом в пикирование или переходом в разворот.